# Messenkamp
Messenkamp er en by og kommune i det nordvestlige Tyskland med 761 indbyggere (2018-12-31), beliggende i Samtgemeinde Rodenberg i den østlige del af Landkreis Schaumburg. Denne landkreis ligger i den nordlige del af delstaten Niedersachsen.

## Geografi
Kommunen er beliggende ved højdedraget Deister i Deister-Sünteldalen, og dermed i Naturpark Weserbergland Schaumburg-Hameln, 30 kilometer vest for Hannover ved B 442 fra Bad Münder mod Wunstorf.

### Nabokommuner
Messenkamp grænser til (med uret fra nord) kommunen Lauenau, byen Bad Münder (Landkreis Hameln-Pyrmont) samt kommunerne Hülsede og Pohle.

### Inddeling
I kommunen findes (ud over Messenkamp) landsbyen Altenhagen II og bebyggelserne Hobboken, Klein Amerika, Schweiz og Alte Ziegelei.